# Les (Catalogne)
Pour les articles homonymes, voir Les.
Les est une commune du Val d'Aran dans la province de Lérida en Catalogne (Espagne). La commune est limitrophe de la France (département de la Haute-Garonne).
Elle compte 955 habitants en 2017.

## Géographie

### Localisation

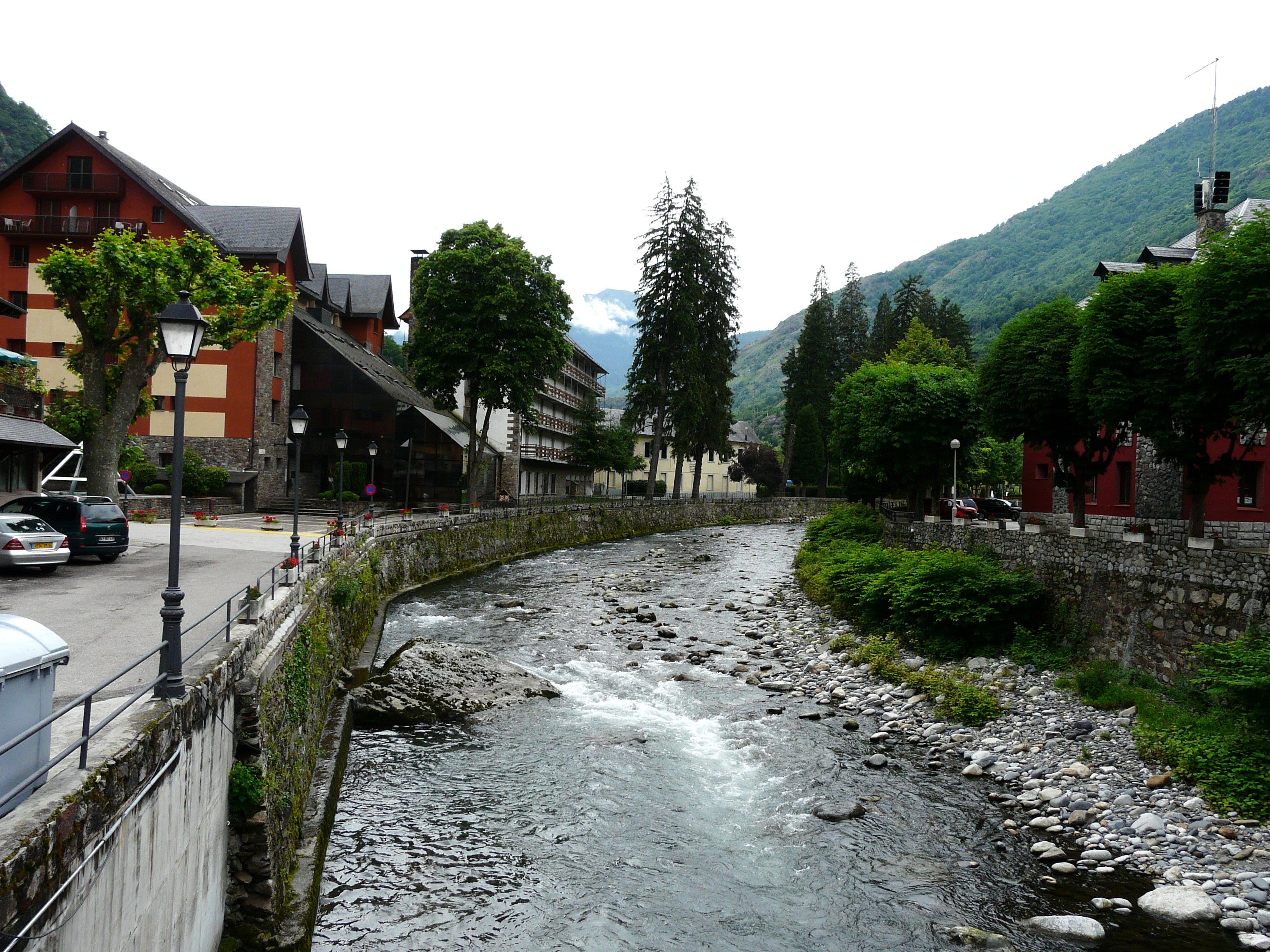
La Garonne dans le village de Les.

La commune s'étend sur les deux rives de la Garonne, mais le village de Les est implanté en rive droite, à 631 mètres d'altitude.
Dernier village espagnol de cette route avant d'entrer en France, Les est traversé par la route nationale N-230 qui relie Vielha e Mijaran à la France.

### Communes limitrophes
Du nord au sud en passant par l'est, Les est limitrophe de cinq autres communes aranaises. À l'ouest, elle est limitrophe de deux communes françaises du département de la Haute-Garonne.
|                        | Bausen  | Canejan          |
| Artigue, Sode (France) | Les     | Vielha e Mijaran |
|                        | Bossòst | Vilamòs          |

## Histoire
Les eaux thermales proches de Les étaient déjà connues dans l'Antiquité. Divers vestiges et objets retrouvés sur place attestent la présence de thermes au temps de la Rome antique.
Au Moyen Âge, Les et ses alentours appartenaient à la baronnie du même nom dont le siège était le château de Les, où le roi d'Aragon Jacques Ier a séjourné lors de sa visite dans le val d'Aran pendant l'été 1265.
Le château est aujourd'hui en ruines, mais on peut encore en voir le donjon.
Non loin de l'ancienne résidence du baron de Les se trouve la chapelle romaine de Sant Blai, où reposent les restes du dernier baron.
Au XVIIIe siècle fut édifiée l'église paroissiale consacrée à saint Jean Baptiste.

## Économie

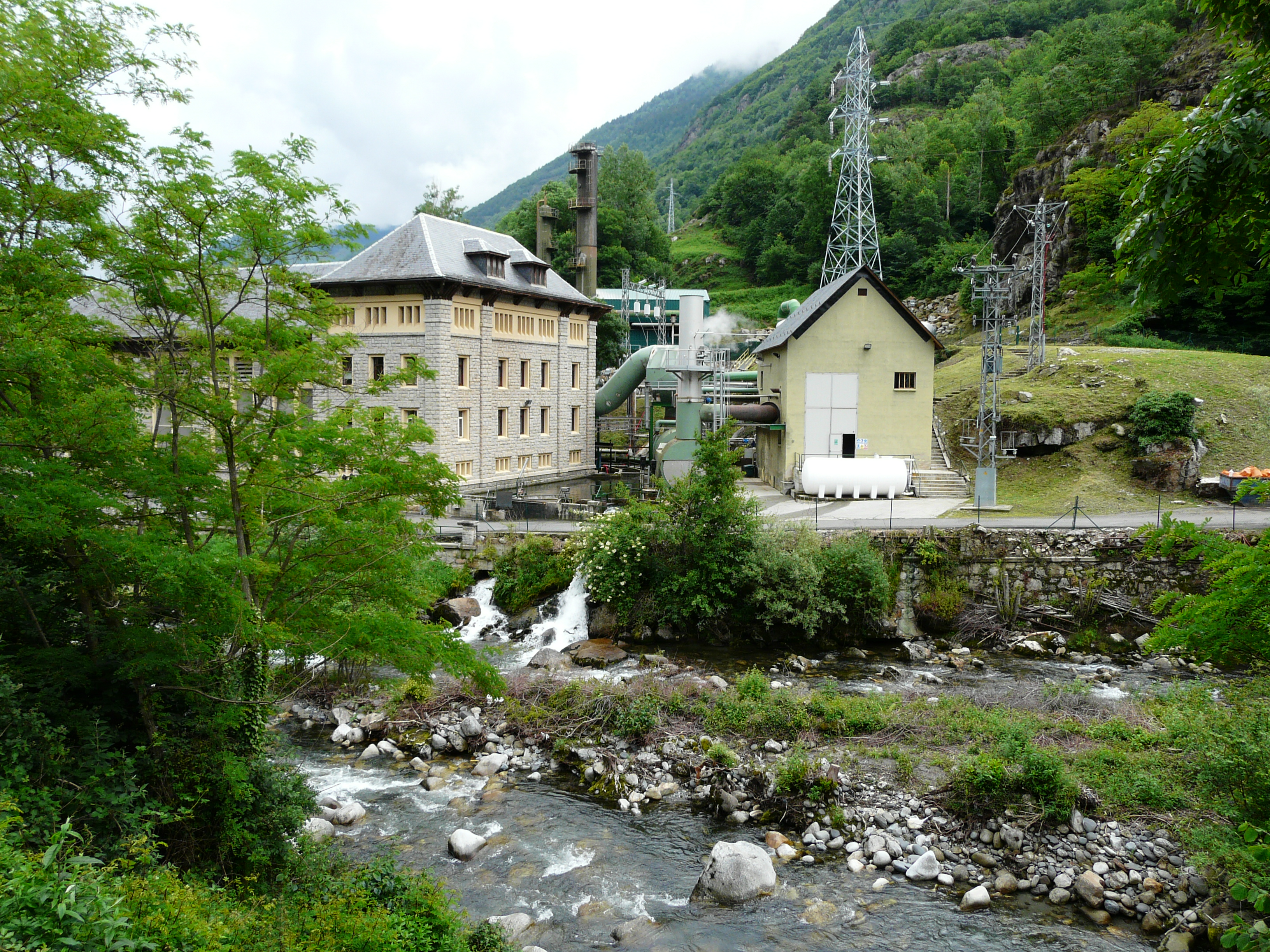
La centrale hydroélectrique de Cledes.

Les anciens bains sont devenus, au fil des siècles, un centre thermal (bains de Les) célèbre pour ses eaux sulfureuses qui jaillissent à une température de 37 °C.
Au cours de la seconde moitié du XXe siècle, les sources thermales furent obstruées lors de la construction d'une petite centrale hydroélectrique toujours en fonction. Malgré la fermeture des bains, en raison de la construction de la centrale électrique, l'économie du village survit grâce au tourisme autour de la montagne et de la nature. Aujourd'hui, Les est une destination courante pour les estivants des autres régions espagnoles qui sont attirés par les charmes naturels du lieu.
En 2003, un captage profond de 300 mètres, ainsi que la construction d'un complexe thermal moderne ont permis la reprise d'une activité thermale.

## Lieux et monuments
- Église Saint-Jean-Baptiste, moderne (1790-1819), bâtie sur un édifice antérieur du XVIIe siècle. Le clocher roman, de type aranais caractéristique, a été fortement remanié. À l'intérieur, des statues de bois polychromes de différentes époques sont exposées dans une vitrine[1].
- Chapelle de Sant Blaise.
- Chapelle de la Piété.
- Ruines du château de Pijoèrt.

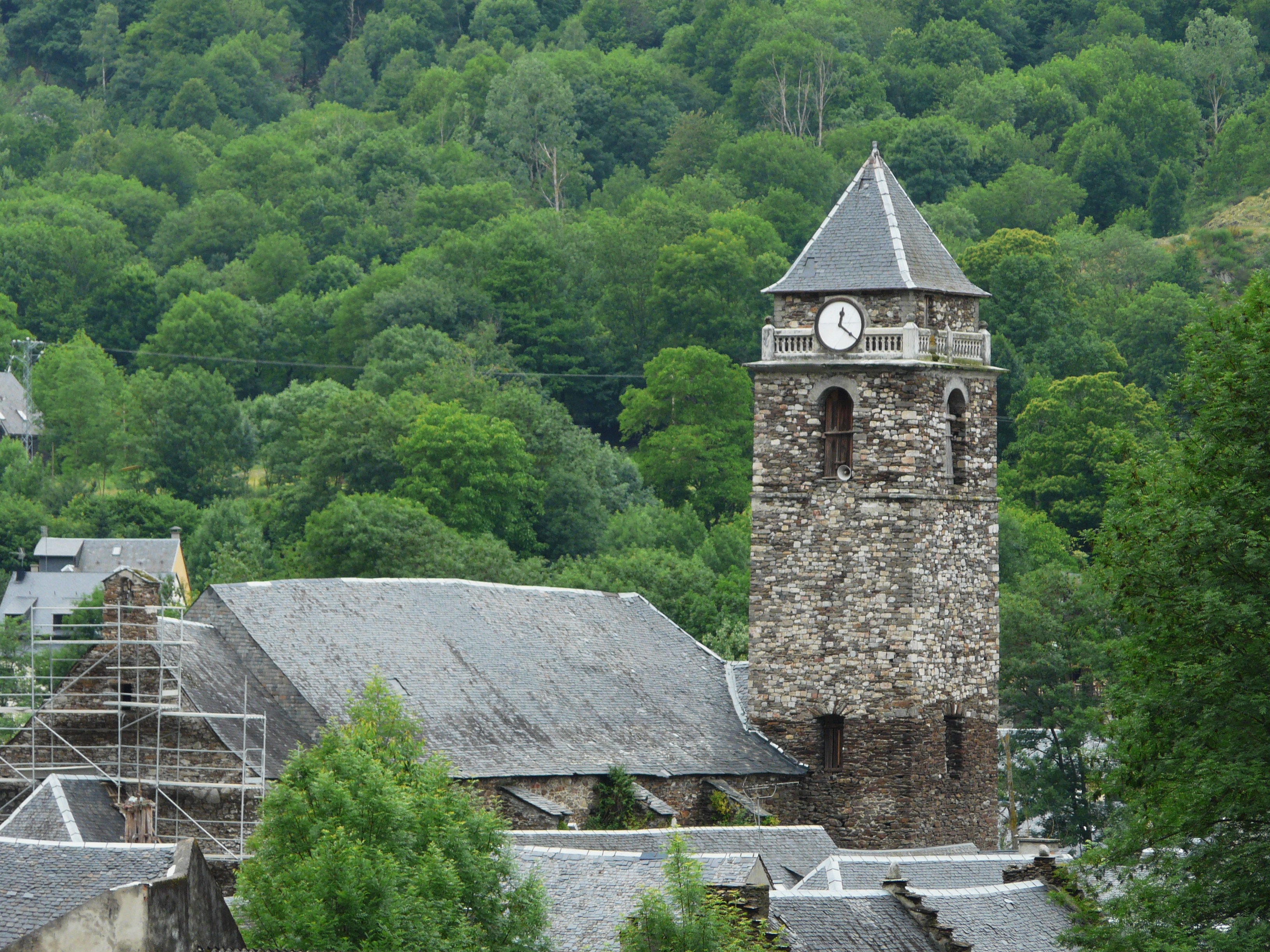
L'église.
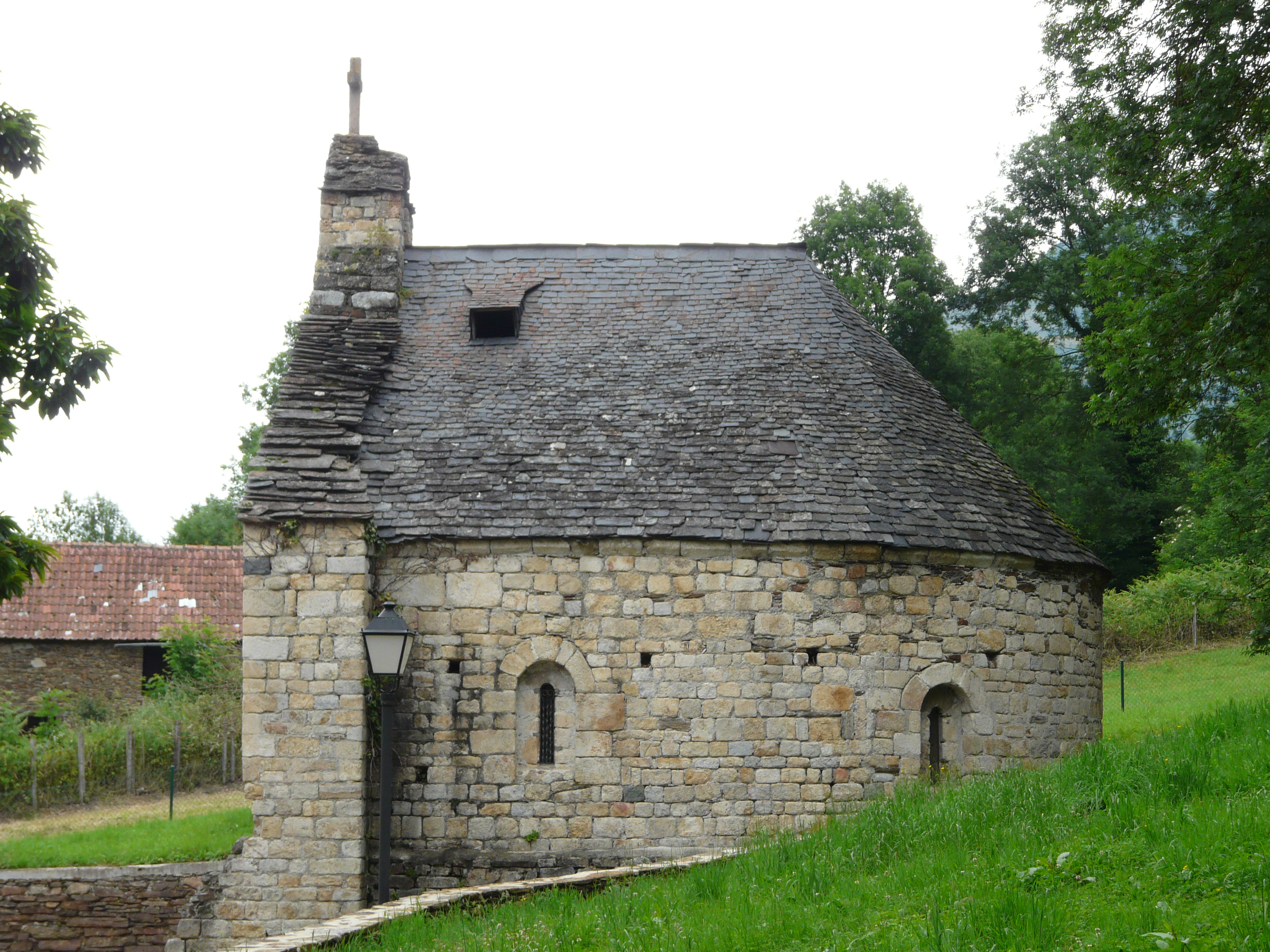
La chapelle de Sant Blas.
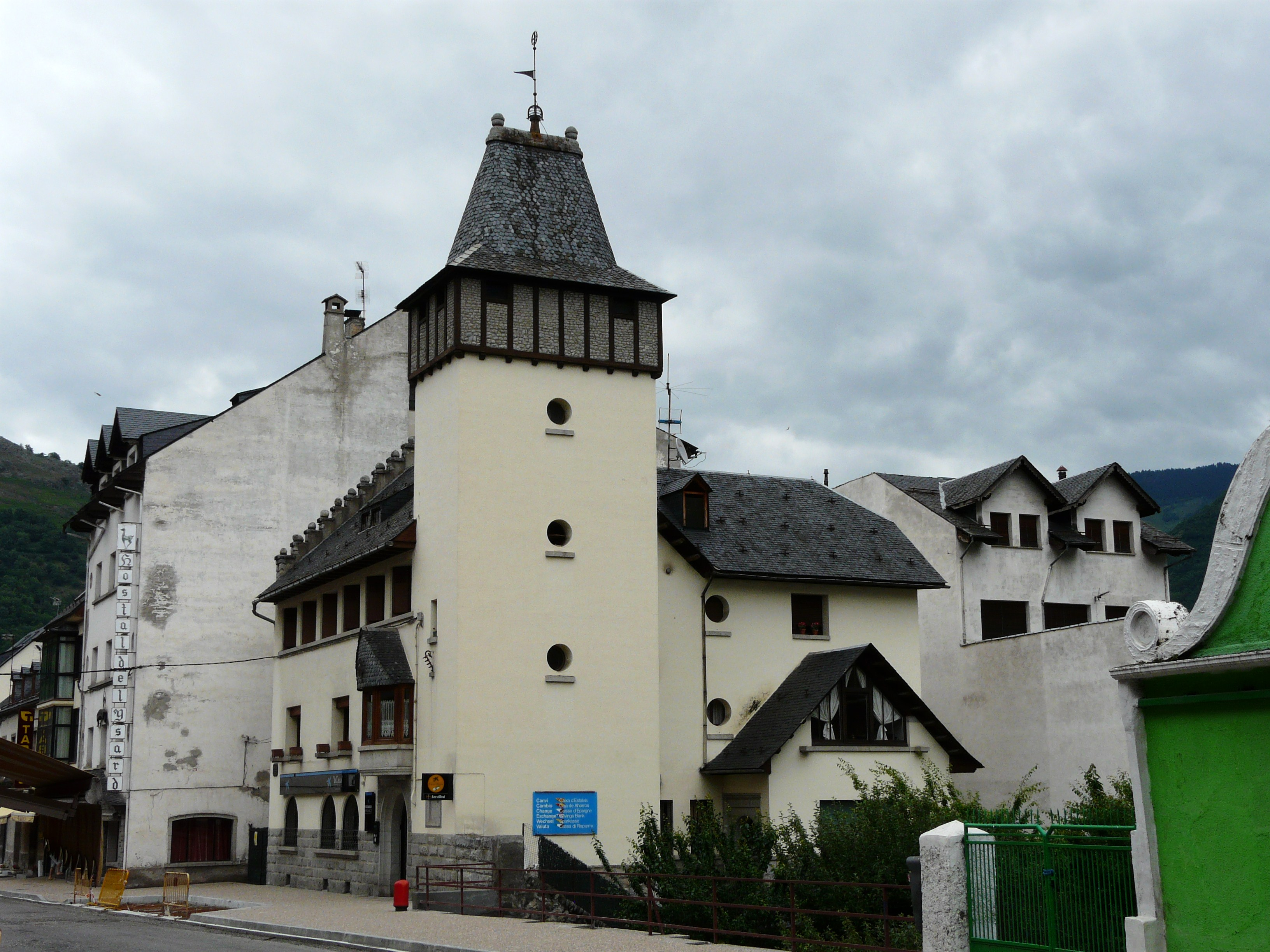
Bâtiment dans le village de Les.
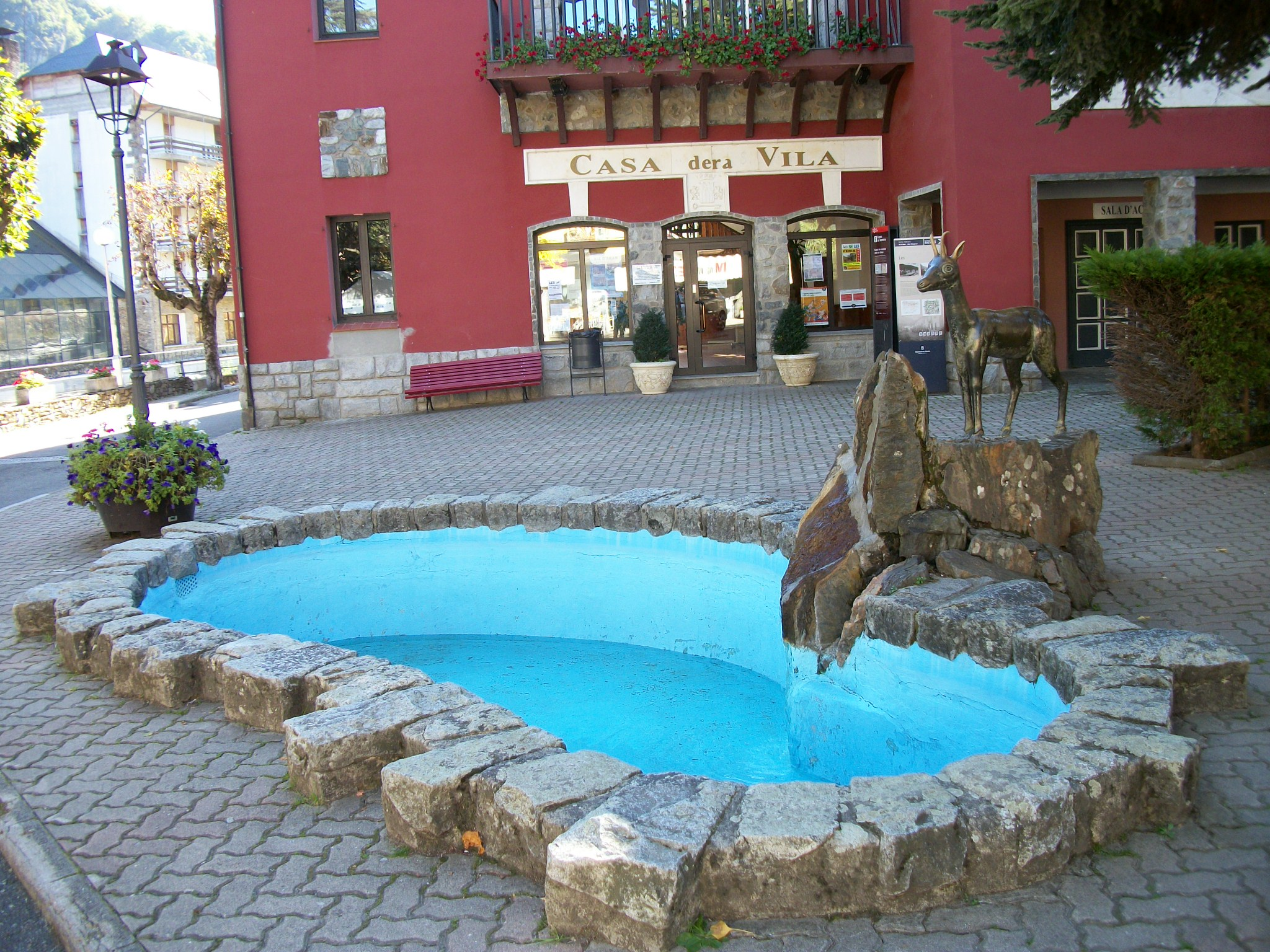
Place devant la Mairie.
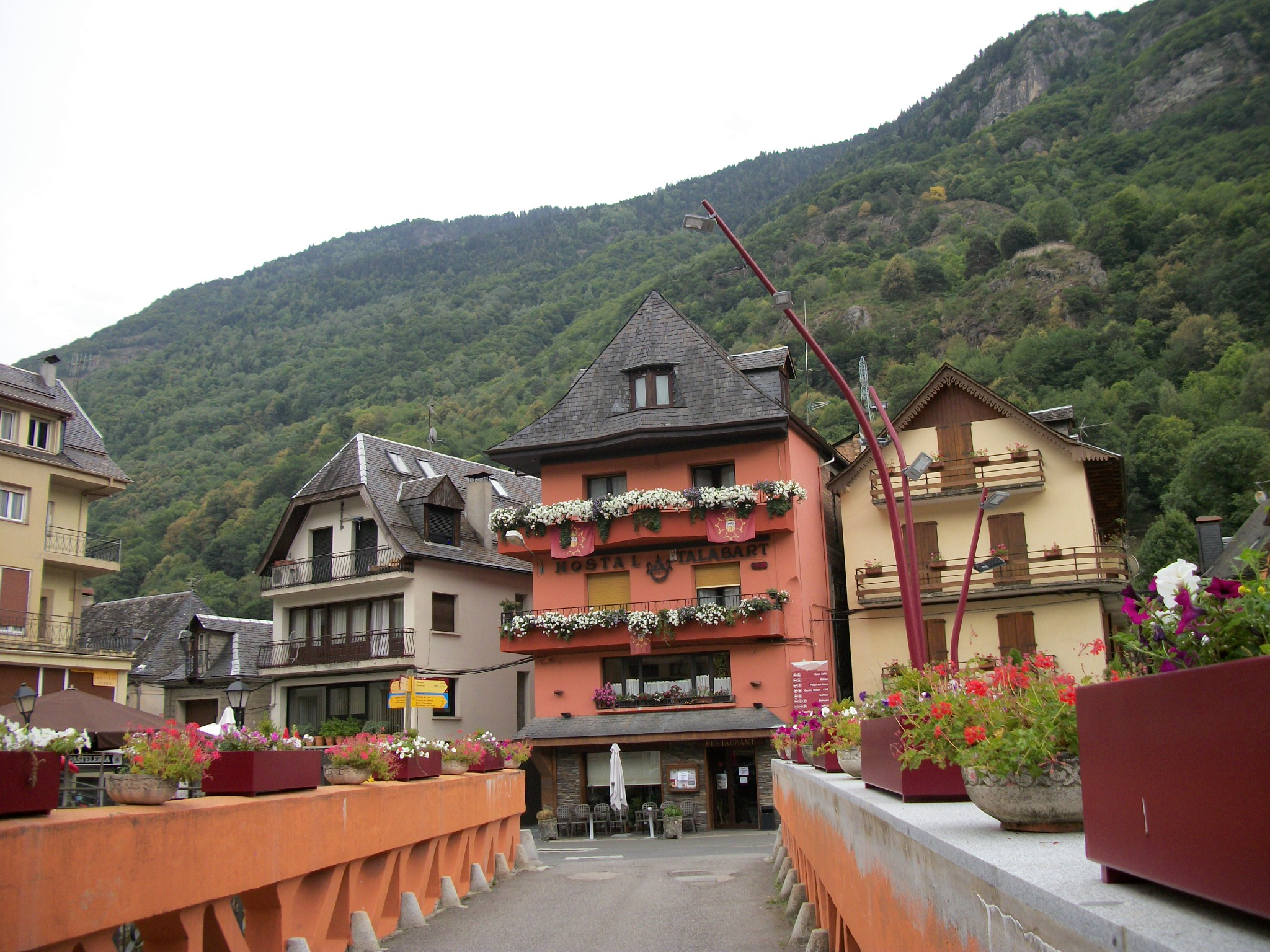
Pont de Les sur la Garonne.
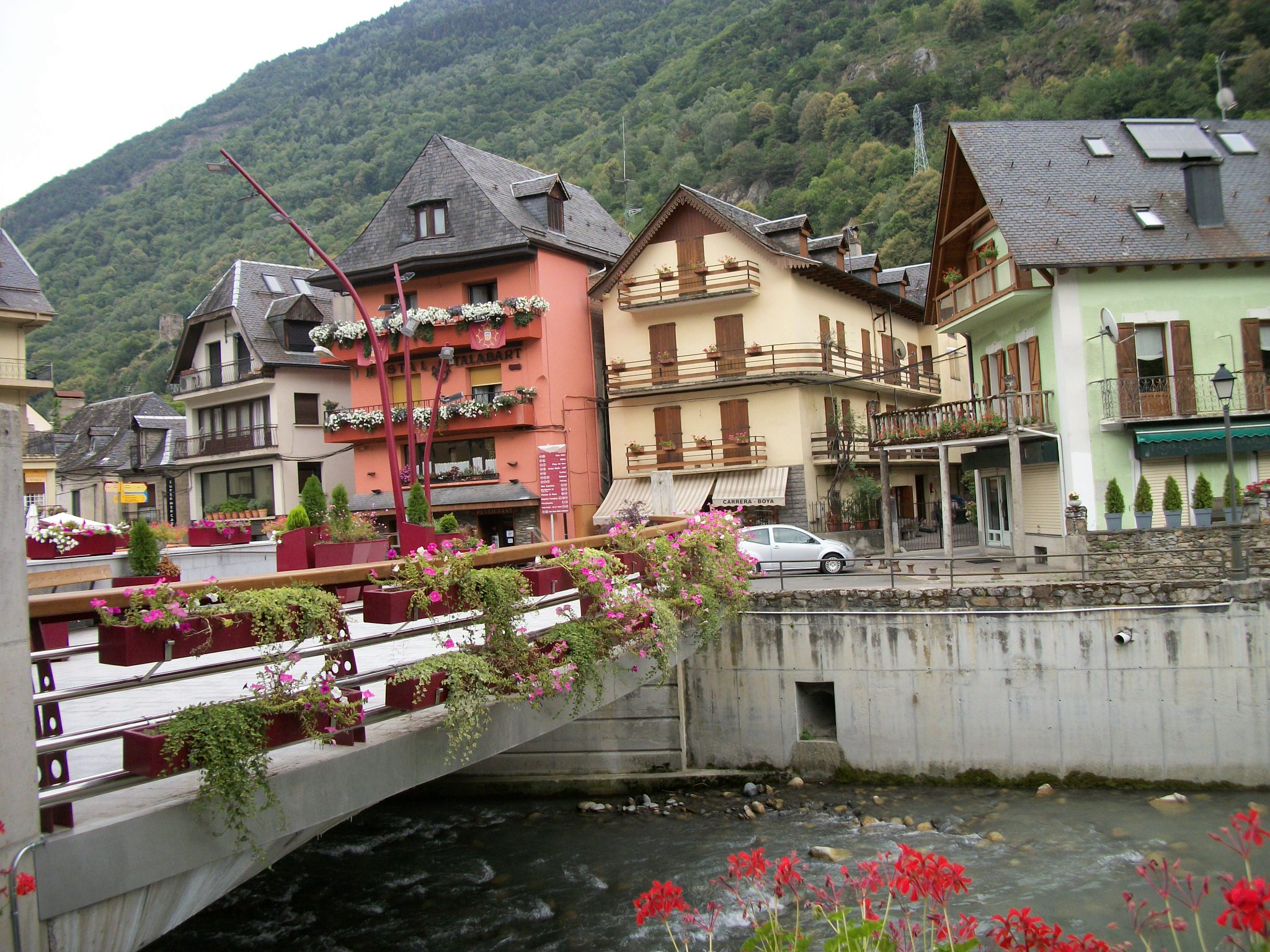
Nouvelle passerelle très joliment fleurie à côte du pont de Les.
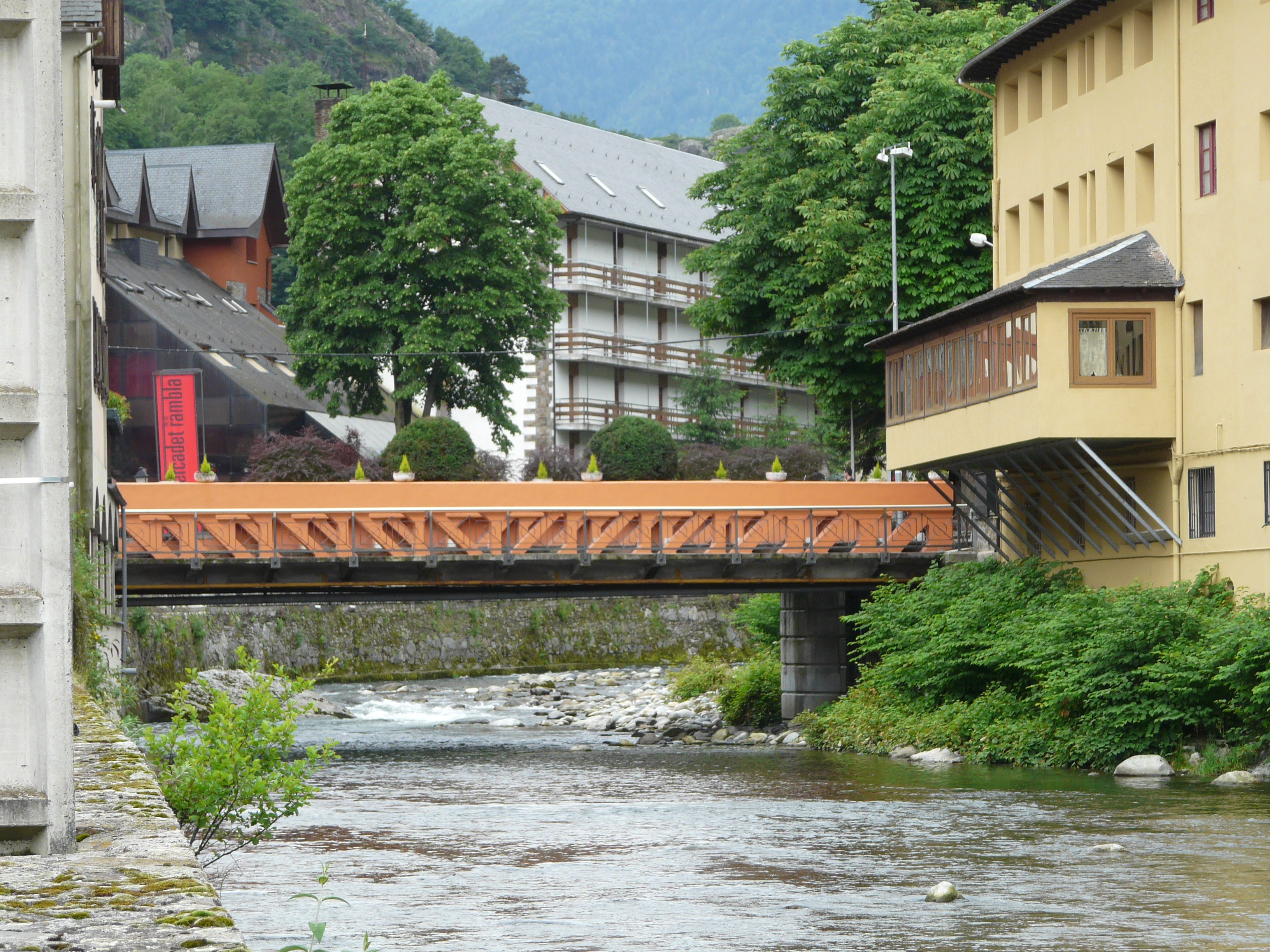
Pont sur la Garonne à Les.

## Festivités
Depuis décembre 2015, les fêtes du feu des Pyrénées (le feu de la Saint-Jean s’appelle le brandon), en France surtout dans le Comminges, en Andorre et en Espagne avec les villages d'Arties et de Les sont inscrits sur la Liste représentative du patrimoine culturel immatériel de l’humanité de l'UNESCO,,.

## Personnalités
- Jèp de Montoya (1959-), écrivain, occitaniste.
- Mari Boya (2004-), pilote automobile